# Myresnappere
Myresnappere (Polioptilidae) er en familie af fugle i ordenen spurvefugle.
- Familie Myresnappere Polioptilidae
  - Kravemyresnapper, Microbates collaris
  - Halvkravet myresnapper, Microbates cinereiventris
  - Langnæbbet myresnapper, Ramphocaenus melanurus
  - Blågrå snerresmutte, Polioptila caerulea
  - Cubasnerresmutte, Polioptila lembeyei
  - Bajasnerresmutte, Polioptila californica
  - Sorthalet snerresmutte, Polioptila melanura
  - Mexicosnerresmutte, Polioptila nigriceps
  - Hvidtøjlet snerresmutte, Polioptila albiloris
  - Perusnerresmutte, Polioptila maranonica
  - Amazonsnerresmutte, Polioptila guianensis
  - Blygråsnerresmutte, Polioptila plumbea
  - Cremebuget snerresmutte, Polioptila lactea
  - Skiferstrubet snerresmutte, Polioptila schistaceigula
  - Maskesnerresmutte, Polioptila dumicola